# Наука сна (фильм)
«Наука сна» (фр. La science des rêves) — романтическая кинофантазия режиссёра Мишеля Гондри с Гаэлем Берналем и Шарлоттой Генсбур в главных ролях.

## Сюжет
Фильм начинается со сцены в странной телестудии. Это небольшая комната, стены которой обиты картонными упаковками от яиц. В центре студии стоит стол, сзади на стене слева — большой экран, на котором демонстрируется сюрреалистический видеоряд. Справа — арка, задёрнутая клеёнчатой занавеской. Сверху большая надпись — «Stephane—TV».
Главный герой фильма по имени Стефан, орудуя за столом посудой и поварскими принадлежностями, рассказывает о том, как создаются сны. Изображение на экране меняется параллельно его рассказу.
Перед столом стоят две большие телекамеры, сделанные из фанерных ящиков, у правой стены стоит ударная установка.
Несколько раз Стефан отодвигает шторку, за которой видна пустая комната с синим хромакеем. Студия постоянно появляется в фильме как символ параллельной реальности, в которую временами вываливается главный герой.

### Реальность. Стефан приезжает в Париж
Главный герой фильма Стефан — странный инфантильный юноша двадцати с небольшим лет, увлечённый графическим дизайном, и часто путающий свои фантазии и сны с реальностью.
После смерти отца, умершего от рака, он по приглашению матери приезжает из Мексики в Париж, в дом, где он провёл своё детство. Стефан живёт в одной из квартир, остальные сдаются жильцам.
Наутро он, прихватив папку с эскизами, отправляется на работу в дизайнерское бюро, куда его устроила мать. Ги, один из сотрудников, симпатичный, но сексуально озабоченный тип, знакомит его с сослуживцами (менеджер Мартина и её помощник Серж). Бюро специализируется на выпуске рекламных календарей с обнажёнными женщинами, в обязанности Стефана входит добавление названий месяцев на страницах.
Удручённый скучной работой, Стефан демонстрирует директору бюро свои дизайнерские разработки (серия рисунков различных катастроф, среди которых крушения самолётов, извержения вулканов и пр.). Сотрудники посмеиваются над Стефаном, директор находит идеи Стефана неприемлемыми.

### Первый сон Стефана
В тот же вечер Стефану снится странный сон. В своей студии «Stephane—TV» он жарит на сковородке фотографию босса, посыпая её луком. Затем он видит себя в бюро, где работает в поте лица, так что кисти рук вырастают до огромных размеров. Работа доводит его до истерики, и он разъярённый врывается в кабинет босса, который в этот момент намеревается заняться любовью с Мартиной прямо на письменном столе. Из кармана Стефана выпадает сломанная электробритва, которая превращается в паука и набрасывается на босса. Босс падает на пол, превращается в обросшего длинными волосами и бородой бомжа, который в ужасе выпрыгивает в открытое окно кабинета. Стефан становится директором бюро. Мартина с радостью развешивает на стенах кабинета эскизы из его папки, а потом они весело занимаются любовью на большом ксероксе.
Стефан прыгает в окно и парит над городом, как будто плывущий под водой ныряльщик, а город под ним ненастоящий, картонный, и маленькие машинки суетливо мечутся как крысы в лабиринте.
Перед самым пробуждением Стефан снова оказывается в студии, где встречает мать и видит на экране картины своего детства и своего умершего отца.

### Реальность. Стефани
Стефан просыпается от того, что на него падает висящая на стене полка и из стены вылезает кончик сверла электродрели. В соседней комнате идёт ремонт, какая-то девушка сверлит дырку в стене.
Когда Стефан спускается вниз, двое рабочих несут ему навстречу пианино. Он пытается протиснуться по узкой лестнице, но рабочие роняют пианино, и оно катится вниз, по пути сильно ударив Стефана по руке. Обеспокоенные девушки, в квартире которых идёт ремонт, приглашают Стефана зайти в комнату и обрабатывают его рану средством для ног, утверждая, что это лекарство от ушибов. Так Стефан знакомится со своей соседкой Стефани и её подругой Зои.
Стефани оказывается такой же мечтательной и творческой натурой, как и Стефан, но даже её несколько пугает инфантильность Стефана и его оторванность от реальной жизни.
Отдушину своим серым будням он находит в своих снах-фантазиях, где он работает на телеканале Stephane—TV, окружённый картонными телекамерами. Однажды Стефан знакомится со своей соседкой, которую по совпадению зовут Стефани, и влюбляется в неё, хотя старается убедить себя, что на самом деле интересна ему её подруга Зои. Однако оказывается, что фантазёру Стефану куда больше подходит именно Стефани, которая разделяет его готовность выдумывать свои собственные реальности и также испытывает к нему романтические чувства.

## В ролях
- Гаэль Гарсия Берналь — Стефан Миру
- Шарлотта Генсбур — Стефани, соседка Стефана
- Ален Шаба — Ги, сотрудник бюро
- Миу-Миу — Кристин Миру, мать Стефана
- Пьер Ванек — месье Пуше
- Эмма де Кон — Зои, подруга Стефани
- Аурелия Пети — Мартина, сотрудница бюро
- Саша Бурдо — Серж, сотрудник бюро
- Стефан Мецгер — Сильвен
- Ален де Муайенкур — Жерар
- Иниго Леззи — Монсир Персине, директор бюро
- Ивет Пети — Ивана
- Жан-Мишель Бернар — полицейский, играющий на пианино
- Эрик Мариотто — полицейский
- Бертран Дельпьерр — Présentateur JT

## Факты
- Премьера фильма состоялась в январе 2006 года на кинофестивале Sundance Film Festival в США и послужила причиной определённого ажиотажа, связанного с покупкой прав на его прокат в Северной Америке: фильм был куплен компанией Warner Brothers за 6 млн долларов — ровно столько же было затрачено на съёмки самой картины
- В России фильм вышел в прокат 5 октября 2006 года всего на двух экранах, тем не менее к середине мая 2007 года кассовые сборы картины составили более 250 тысяч долларов[4]
- Над кроватью Стефана висит конверт от пластинки The Smiths «How Soon Is Now?». Также над ней висят конверты от пластинок британской группы The Cure. В кадрах, когда маленький Стефан лежит на кровати весь испачканный в собственной рвоте, причем его руки невероятно огромны, слева на стене видна картонка с нарисованными на ней купидончиками — такая же иллюстрация на обложке альбома «Japanese Whispers». Во всех сценах «настоящего» времени, где видно эту же стену, на этом же месте висит конверт альбома «Three Imaginary Boys»
- Герои фильма постоянно меняют язык, на котором разговаривают: в картине звучат английский, французский и испанский языки. По словам режиссёра, он не планировал подобного, так как исполнитель главной роли Гаэль Берналь обещал ему выучить французский к началу съёмок, но не сдержал обещание
- По признанию режиссёра, это очень автобиографичный фильм:

Мы снимали фильм в доме, где я жил со своим сыном и его матерью. Мне хотелось исследовать ту историю, которая приключилась со мной 25 лет назад в 1983 году, когда я был в Париже, и ту, которая была со мной в Нью-Йорке два года назад, так что я соединил их в одну, но для меня оставалось важным, чтобы действие происходило в Париже. Здесь есть то ощущение маленькой компании, которое очень типично для Парижа, и в те годы, когда я тут работал, я по сути делал ту же работу, что и Стефан.

## Саундтрек
- Оригинальная композиторская музыка: Жан-Мишель Бернард
- Использованные композиции:

Dick Annegarn, «Countances»;
The Delegation, «Darlin' (I Think About You)»;
The White Stripes, «Instinct Blues»;
The Willowz, «Making Certain»;
The Willowz, «Uncler Soul»;
The Undisputed Truth, «Big John Is My Name»;
The Velvet Underground, «After hours»

## Награды и номинации
| Год  | Премия        | Категория                              | Лауреаты и номинанты | Результаты |
| ---- | ------------- | -------------------------------------- | -------------------- | ---------- |
| 2007 | Премия «Жорж» | Лучший низкобюджетный/артхаусный фильм | Мишель Гондри        | Номинация  |